# Élections municipales de 2001 en Montérégie
Les élections municipales québécoises de 2001 se déroulent le 4 novembre 2001. Elles permettent d'élire les maires et les conseillers de chacune des municipalités locales du Québec, ainsi que les préfets de quelques municipalités régionales de comté.

## Montérégie

### Bedford (municipalité de canton)
| Poste/District             | Élu                  | Type d'élection |
| -------------------------- | -------------------- | --------------- |
| Maire                      | Jean-Jacques Longpré | Sans opposition |
| Taux de participation: n/a |                      |                 |

### Béthanie
| Poste/District             | Élu          | Type d'élection |
| -------------------------- | ------------ | --------------- |
| Maire                      | Claude Peiry | Sans opposition |
| Taux de participation: n/a |              |                 |

### Bolton-Ouest
| Poste/District             | Élu           | Type d'élection |
| -------------------------- | ------------- | --------------- |
| Maire                      | Donald Badger | Sans opposition |
| Taux de participation: n/a |               |                 |

### Brome
| Poste/District             | Élu               | Type d'élection |
| -------------------------- | ----------------- | --------------- |
| Maire                      | Leon Thomas Selby | Sans opposition |
| Taux de participation: n/a |                   |                 |

### Candiac
| Poste/District             | Élu           | Type d'élection |
| -------------------------- | ------------- | --------------- |
| Maire                      | André-J. Côté | Sans opposition |
| Taux de participation: n/a |               |                 |

### Contrecœur
| Poste/District              | Élu               | Type d'élection |
| --------------------------- | ----------------- | --------------- |
| Maire                       | Suzanne Dansereau | Scrutin         |
| Taux de participation: 67 % |                   |                 |

### Coteau-du-Lac
| Poste/District             | Élu          | Type d'élection |
| -------------------------- | ------------ | --------------- |
| Maire                      | Robert Sauvé | Sans opposition |
| Taux de participation: n/a |              |                 |

### Delson
| Poste/District              | Élu           | Type d'élection |
| --------------------------- | ------------- | --------------- |
| Maire                       | Georges Gagné | Scrutin         |
| Taux de participation: 41 % |               |                 |

### East Farnham
| Poste/District              | Élu              | Type d'élection |
| --------------------------- | ---------------- | --------------- |
| Maire                       | Madeleine Chabot | Scrutin         |
| Taux de participation: 67 % |                  |                 |

### Elgin
| Poste/District              | Élu           | Type d'élection |
| --------------------------- | ------------- | --------------- |
| Maire                       | Noëlla Daoust | Scrutin         |
| Taux de participation: 76 % |               |                 |

### Frelighsburg
| Poste/District              | Élu           | Type d'élection |
| --------------------------- | ------------- | --------------- |
| Maire                       | Rhéal Raymond | Scrutin         |
| Taux de participation: 57 % |               |                 |

### Granby (canton)
| Poste/District              | Élu             | Type d'élection |
| --------------------------- | --------------- | --------------- |
| Maire                       | Louis Choinière | Scrutin         |
| Taux de participation: 40 % |                 |                 |

### Granby (ville)
| Poste/District              | Élu        | Type d'élection |
| --------------------------- | ---------- | --------------- |
| Maire                       | Guy Racine | Scrutin         |
| Taux de participation: 44 % |            |                 |

### Havelock
| Poste/District             | Élu                      | Type d'élection |
| -------------------------- | ------------------------ | --------------- |
| Maire                      | Jeannine Giroux-Lavallée | Sans opposition |
| Taux de participation: n/d |                          |                 |

### Hemmingford (municipalité de canton)
| Poste/District              | Élu          | Type d'élection |
| --------------------------- | ------------ | --------------- |
| Maire                       | Karl Kramell | Scrutin         |
| Taux de participation: 32 % |              |                 |

### Hemmingford (municipalité de village)
| Poste/District             | Élu             | Type d'élection |
| -------------------------- | --------------- | --------------- |
| Maire                      | Drew Somerville | Sans opposition |
| Taux de participation: n/a |                 |                 |

### Howick
| Poste/District             | Élu         | Type d'élection |
| -------------------------- | ----------- | --------------- |
| Maire                      | Robert Doré | Sans opposition |
| Taux de participation: n/a |             |                 |

### Hudson
| Poste/District             | Élu              | Type d'élection |
| -------------------------- | ---------------- | --------------- |
| Maire                      | Stephen F. Shaar | Sans opposition |
| Taux de participation: n/a |                  |                 |

### L'Île-Cadieux
| Poste/District             | Élu           | Type d'élection |
| -------------------------- | ------------- | --------------- |
| Maire                      | Peter Jackson | Sans opposition |
| Taux de participation: n/a |               |                 |

### L'Île-Perrot
| Poste/District             | Élu      | Type d'élection |
| -------------------------- | -------- | --------------- |
| Maire                      | Marc Roy | Sans opposition |
| Taux de participation: n/a |          |                 |

### La Présentation
| Poste/District             | Élu          | Type d'élection |
| -------------------------- | ------------ | --------------- |
| Maire                      | Claude Roger | Sans opposition |
| Taux de participation: n/a |              |                 |

### Lacolle
| Poste/District              | Élu         | Type d'élection |
| --------------------------- | ----------- | --------------- |
| Maire                       | Yves Duteau | Scrutin         |
| Taux de participation: 50 % |             |                 |

### Les Coteaux
| Poste/District             | Élu           | Type d'élection |
| -------------------------- | ------------- | --------------- |
| Maire                      | Réal Boisvert | Sans opposition |
| Taux de participation: n/a |               |                 |

### Longueuil
| Poste/District              | Élu             | Type d'élection |
| --------------------------- | --------------- | --------------- |
| Maire                       | Jacques Olivier | Scrutin         |
| Taux de participation: 45 % |                 |                 |

### Massueville
| Poste/District             | Élu            | Type d'élection |
| -------------------------- | -------------- | --------------- |
| Maire                      | Pierre Michaud | Sans opposition |
| Taux de participation: n/a |                |                 |

### McMasterville
| Poste/District             | Élu           | Type d'élection |
| -------------------------- | ------------- | --------------- |
| Maire                      | Gilles Plante | Sans opposition |
| Taux de participation: n/a |               |                 |

### Mercier
| Poste/District              | Élu              | Type d'élection |
| --------------------------- | ---------------- | --------------- |
| Maire                       | Jean-Luc Colpron | Scrutin         |
| Taux de participation: 71 % |                  |                 |

### Notre-Dame-de-l'Île-Perrot
| Poste/District             | Élu           | Type d'élection |
| -------------------------- | ------------- | --------------- |
| Maire                      | Michel Tartre | Sans opposition |
| Taux de participation: n/a |               |                 |

### Notre-Dame-de-Stanbridge
| Poste/District             | Élu              | Type d'élection |
| -------------------------- | ---------------- | --------------- |
| Maire                      | Michel Pelletier | Sans opposition |
| Taux de participation: n/a |                  |                 |

### Noyan
| Poste/District             | Élu       | Type d'élection |
| -------------------------- | --------- | --------------- |
| Maire                      | Réal Ryan | Sans opposition |
| Taux de participation: n/a |           |                 |

### Otterburn Park
| Poste/District              | Élu      | Type d'élection |
| --------------------------- | -------- | --------------- |
| Maire                       | Guy Dubé | Scrutin         |
| Taux de participation: 45 % |          |                 |

### Pointe-des-Cascades
| Poste/District             | Élu          | Type d'élection |
| -------------------------- | ------------ | --------------- |
| Maire                      | Ronald Hayes | Sans opposition |
| Taux de participation: n/a |              |                 |

### Pointe-Fortune
| Poste/District             | Élu              | Type d'élection |
| -------------------------- | ---------------- | --------------- |
| Maire                      | Normand Chevrier | Sans opposition |
| Taux de participation: n/a |                  |                 |

### Saint-Aimé
| Poste/District             | Élu            | Type d'élection |
| -------------------------- | -------------- | --------------- |
| Maire                      | Louis Hemmings | Sans opposition |
| Taux de participation: n/a |                |                 |

### Saint-Alphonse
| Poste/District             | Élu               | Type d'élection |
| -------------------------- | ----------------- | --------------- |
| Maire                      | Clément Choinière | Sans opposition |
| Taux de participation: n/a |                   |                 |

### Saint-Amable
| Poste/District             | Élu           | Type d'élection |
| -------------------------- | ------------- | --------------- |
| Maire                      | Simon Lacoste | Sans opposition |
| Taux de participation: n/a |               |                 |

### Saint-Antoine-sur-Richelieu
| Poste/District              | Élu              | Type d'élection |
| --------------------------- | ---------------- | --------------- |
| Maire                       | Raymond Billette | Scrutin         |
| Taux de participation: 51 % |                  |                 |

### Saint-Barnabé-Sud
| Poste/District             | Élu                | Type d'élection |
| -------------------------- | ------------------ | --------------- |
| Maire                      | Raould Charbonneau | Sans opposition |
| Taux de participation: n/a |                    |                 |

### Saint-Basile-le-Grand
| Poste/District              | Élu            | Type d'élection |
| --------------------------- | -------------- | --------------- |
| Maire                       | Bernard Gagnon | Scrutin         |
| Taux de participation: 57 % |                |                 |

### Saint-Bernard-de-Lacolle
| Poste/District             | Élu           | Type d'élection |
| -------------------------- | ------------- | --------------- |
| Maire                      | André Garceau | Sans opposition |
| Taux de participation: n/a |               |                 |

### Saint-Clet
| Poste/District             | Élu           | Type d'élection |
| -------------------------- | ------------- | --------------- |
| Maire                      | Gilles Farand | Sans opposition |
| Taux de participation: n/a |               |                 |

### Saint-Constant
| Poste/District              | Élu          | Type d'élection |
| --------------------------- | ------------ | --------------- |
| Maire                       | Daniel Ashby | Scrutin         |
| Taux de participation: 48 % |              |                 |

### Saint-Cyprien-de-Napierville
| Poste/District             | Élu              | Type d'élection |
| -------------------------- | ---------------- | --------------- |
| Maire                      | Normand Lefebvre | Sans opposition |
| Taux de participation: n/a |                  |                 |

### Saint-Damase
| Poste/District              | Élu                 | Type d'élection |
| --------------------------- | ------------------- | --------------- |
| Maire                       | Jean-René Blanchard | Scrutin         |
| Taux de participation: 74 % |                     |                 |

### Saint-David
| Poste/District             | Élu           | Type d'élection |
| -------------------------- | ------------- | --------------- |
| Maire                      | Raymond Harel | Sans opposition |
| Taux de participation: n/a |               |                 |

### Saint-Denis-sur-Richelieu
| Poste/District             | Élu            | Type d'élection |
| -------------------------- | -------------- | --------------- |
| Maire                      | Yves Laganière | Sans opposition |
| Taux de participation: n/a |                |                 |

### Saint-Édouard
| Poste/District             | Élu           | Type d'élection |
| -------------------------- | ------------- | --------------- |
| Maire                      | Roger Lussier | Sans opposition |
| Taux de participation: n/a |               |                 |

### Saint-Étienne-de-Beauharnois
| Poste/District             | Élu           | Type d'élection |
| -------------------------- | ------------- | --------------- |
| Maire                      | Gaétan Ménard | Sans opposition |
| Taux de participation: n/a |               |                 |

### Saint-Georges-de-Clarenceville
| Poste/District             | Élu            | Type d'élection |
| -------------------------- | -------------- | --------------- |
| Maire                      | Raymond Mondou | Sans opposition |
| Taux de participation: n/a |                |                 |

### Saint-Jacques-le-Mineur
| Poste/District              | Élu             | Type d'élection |
| --------------------------- | --------------- | --------------- |
| Maire                       | Camille Beaudin | Scrutin         |
| Taux de participation: 69 % |                 |                 |

### Saint-Jean-Baptiste
| Poste/District             | Élu            | Type d'élection |
| -------------------------- | -------------- | --------------- |
| Maire                      | Jacques Durand | Sans opposition |
| Taux de participation: n/a |                |                 |

### Saint-Jude
| Poste/District             | Élu       | Type d'élection |
| -------------------------- | --------- | --------------- |
| Maire                      | André Cyr | Sans opposition |
| Taux de participation: n/a |           |                 |

### Saint-Louis-de-Gonzague
| Poste/District             | Élu         | Type d'élection |
| -------------------------- | ----------- | --------------- |
| Maire                      | Yves Daoust | Sans opposition |
| Taux de participation: n/a |             |                 |

### Saint-Marc-sur-Richelieu
| Poste/District             | Élu            | Type d'élection |
| -------------------------- | -------------- | --------------- |
| Maire                      | Robert Beaudry | Sans opposition |
| Taux de participation: n/a |                |                 |

### Saint-Marcel-de-Richelieu
| Poste/District              | Élu         | Type d'élection |
| --------------------------- | ----------- | --------------- |
| Maire                       | Yvon Pesant | Scrutin         |
| Taux de participation: 72 % |             |                 |

### Saint-Mathias-sur-Richelieu
| Poste/District             | Élu           | Type d'élection |
| -------------------------- | ------------- | --------------- |
| Maire                      | Clément Giard | Sans opposition |
| Taux de participation: n/a |               |                 |

### Saint-Mathieu-de-Belœil
| Poste/District             | Élu            | Type d'élection |
| -------------------------- | -------------- | --------------- |
| Maire                      | Gilles Beaudet | Sans opposition |
| Taux de participation: n/a |                |                 |

### Saint-Michel
| Poste/District             | Élu        | Type d'élection |
| -------------------------- | ---------- | --------------- |
| Maire                      | Marcel Roy | Sans opposition |
| Taux de participation: n/a |            |                 |

### Saint-Nazaire-d'Acton
| Poste/District              | Élu          | Type d'élection |
| --------------------------- | ------------ | --------------- |
| Maire                       | André Giroux | Scrutin         |
| Taux de participation: 71 % |              |                 |

### Saint-Paul-de-l'Île-aux-Noix
| Poste/District             | Élu              | Type d'élection |
| -------------------------- | ---------------- | --------------- |
| Maire                      | Maurice Langlois | Sans opposition |
| Taux de participation: n/a |                  |                 |

### Saint-Pie (paroisse)
| Poste/District             | Élu             | Type d'élection |
| -------------------------- | --------------- | --------------- |
| Maire                      | Robert Bergeron | Sans opposition |
| Taux de participation: n/a |                 |                 |

### Saint-Pie (ville)
| Poste/District             | Élu           | Type d'élection |
| -------------------------- | ------------- | --------------- |
| Maire                      | Serge Audette | Sans opposition |
| Taux de participation: n/a |               |                 |

### Saint-Pierre-Véronne-à-Pike-River
| Poste/District             | Élu            | Type d'élection |
| -------------------------- | -------------- | --------------- |
| Maire                      | Édouard Asnong | Sans opposition |
| Taux de participation: n/a |                |                 |

### Saint-Robert
| Poste/District             | Élu           | Type d'élection |
| -------------------------- | ------------- | --------------- |
| Maire                      | Gilles Salvas | Sans opposition |
| Taux de participation: n/a |               |                 |

### Saint-Simon
| Poste/District             | Élu             | Type d'élection |
| -------------------------- | --------------- | --------------- |
| Maire                      | Normand Corbeil | Sans opposition |
| Taux de participation: n/a |                 |                 |

### Saint-Urbain-Premier
| Poste/District             | Élu                  | Type d'élection |
| -------------------------- | -------------------- | --------------- |
| Maire                      | Jean-Pierre McKenzie | Sans opposition |
| Taux de participation: n/a |                      |                 |

### Saint-Valentin
| Poste/District             | Élu         | Type d'élection |
| -------------------------- | ----------- | --------------- |
| Maire                      | Yvon Landry | Sans opposition |
| Taux de participation: n/a |             |                 |

### Saint-Valérien-de-Milton
| Poste/District             | Élu           | Type d'élection |
| -------------------------- | ------------- | --------------- |
| Maire                      | Michel Daviau | Sans opposition |
| Taux de participation: n/a |               |                 |

### Sainte-Brigide-d'Iberville
| Poste/District              | Élu                | Type d'élection |
| --------------------------- | ------------------ | --------------- |
| Maire                       | Patrick Bonvouloir | Scrutin         |
| Taux de participation: 75 % |                    |                 |

### Sainte-Cécile-de-Milton
| Poste/District             | Élu           | Type d'élection |
| -------------------------- | ------------- | --------------- |
| Maire                      | Gilles Martin | Sans opposition |
| Taux de participation: n/a |               |                 |

### Sainte-Christine
| Poste/District             | Élu                        | Type d'élection |
| -------------------------- | -------------------------- | --------------- |
| Maire                      | Huguette St-Pierre-Beaulac | Sans opposition |
| Taux de participation: n/a |                            |                 |

### Sainte-Hélène-de-Bagot
| Poste/District             | Élu        | Type d'élection |
| -------------------------- | ---------- | --------------- |
| Maire                      | Yves Petit | Sans opposition |
| Taux de participation: n/a |            |                 |

### Sainte-Madeleine
| Poste/District             | Élu              | Type d'élection |
| -------------------------- | ---------------- | --------------- |
| Maire                      | Denise Graveline | Sans opposition |
| Taux de participation: n/a |                  |                 |

### Sainte-Marie-Madeleine
| Poste/District             | Élu           | Type d'élection |
| -------------------------- | ------------- | --------------- |
| Maire                      | Simon Lacombe | Sans opposition |
| Taux de participation: n/a |               |                 |

### Sainte-Sabine
| Poste/District             | Élu             | Type d'élection |
| -------------------------- | --------------- | --------------- |
| Maire                      | Laurent Phoenix | Sans opposition |
| Taux de participation: n/a |                 |                 |

### Shefford
| Poste/District             | Élu              | Type d'élection |
| -------------------------- | ---------------- | --------------- |
| Maire                      | Jean-Paul Forand | Sans opposition |
| Taux de participation: n/a |                  |                 |

### Stanbridge East
| Poste/District             | Élu          | Type d'élection |
| -------------------------- | ------------ | --------------- |
| Maire                      | Greg Vaughan | Sans opposition |
| Taux de participation: n/a |              |                 |

### Stanbridge Station
| Poste/District             | Élu            | Type d'élection |
| -------------------------- | -------------- | --------------- |
| Maire                      | Lucien Messier | Sans opposition |
| Taux de participation: n/a |                |                 |

### Très-Saint-Rédempteur
| Poste/District             | Élu          | Type d'élection |
| -------------------------- | ------------ | --------------- |
| Maire                      | Jean Lalonde | Sans opposition |
| Taux de participation: n/a |              |                 |

### Très-Saint-Sacrement
| Poste/District             | Élu             | Type d'élection |
| -------------------------- | --------------- | --------------- |
| Maire                      | Albert Billette | Sans opposition |
| Taux de participation: n/a |                 |                 |

### Upton
| Poste/District             | Élu          | Type d'élection |
| -------------------------- | ------------ | --------------- |
| Maire                      | Yves Croteau | Sans opposition |
| Taux de participation: n/a |              |                 |

### Verchères
| Poste/District             | Élu            | Type d'élection |
| -------------------------- | -------------- | --------------- |
| Maire                      | Jacques Moreau | Sans opposition |
| Taux de participation: n/a |                |                 |

### Warden
| Poste/District             | Élu                 | Type d'élection |
| -------------------------- | ------------------- | --------------- |
| Maire                      | Christian L. Rompré | Sans opposition |
| Taux de participation: n/a |                     |                 |